# Nicolás Pereira
Nicolás Pereira (Salto, 29 de setembro de 1970) é um ex-tenista profissional venezuelano, nascido no Uruguai.
Nicolás Pereira foi tricampeão juvenil ganhando em Roland Garros, Wimbledon e US Open todos em 1988.